# Primož Brezec
Primóz Brezéc conhecido por muitos como Brezéc, nasceu no dia 2 de Outubro de 1979 na cidade de Postojna, Eslovênia. É um jogador profissional de basquetebol de nacionalidade eslovena que atualmente defende a equipe do Milwaukee Bucks da National Basketball Association. Brezéc também é companheiro de Sasha Vujacic pela seleção da Eslovênia que disputou o Mundial de 2010 na Turquia.

## Estatísticas

### Temporada regular
| Ano     | Equipe       | PJ  | PT  | MPP  | %TC  | %3P  | %TL  | RPP | APP | ROB | TPP | PPP  |
| ------- | ------------ | --- | --- | ---- | ---- | ---- | ---- | --- | --- | --- | --- | ---- |
| 2001–02 | Indiana      | 22  | 4   | 7.3  | .483 | .000 | .600 | 1.3 | .3  | .0  | .3  | 2.0  |
| 2002–03 | Indiana      | 22  | 1   | 5.0  | .395 | .000 | .600 | 1.0 | .2  | .1  | .2  | 1.9  |
| 2003–04 | Indiana      | 18  | 0   | 4.0  | .462 | .000 | .667 | .8  | .2  | .0  | .2  | 1.6  |
| 2004–05 | Charlotte    | 72  | 72  | 31.6 | .512 | .000 | .745 | 7.4 | 1.2 | .5  | .8  | 13.0 |
| 2005–06 | Charlotte    | 79  | 79  | 27.4 | .517 | .000 | .732 | 5.6 | .6  | .2  | .4  | 12.4 |
| 2006–07 | Charlotte    | 58  | 40  | 14.4 | .445 | .333 | .632 | 3.2 | .4  | .2  | .4  | 5.0  |
| 2007–08 | Charlotte    | 20  | 18  | 13.4 | .395 | .000 | .600 | 2.2 | .3  | .0  | .2  | 1.9  |
| 2007–08 | Detroit      | 17  | 0   | 5.8  | .769 | .000 | .500 | 1.1 | .2  | .1  | .1  | 1.6  |
| 2007–08 | Toronto      | 13  | 0   | 8.5  | .447 | .000 | .667 | 1.4 | .1  | .1  | .2  | 3.7  |
| 2009–10 | Philadelphia | 7   | 0   | 5.1  | .154 | .000 | .500 | 1.7 | .0  | .1  | .1  | .7   |
| 2009–10 | Milwaukee    | 14  | 0   | 4.2  | .538 | .000 | .000 | .9  | .1  | .0  | .1  | 1.0  |
| Total   |              | 342 | 214 | 18.1 | .498 | .167 | .701 | 3.9 | .5  | .2  | .4  | 7.2  |